# Episodi di Street Sharks - Quattro pinne all'orizzonte (seconda stagione)
La seconda stagione di Street Sharks - Quattro pinne all'orizzonte è andata in onda negli Stati Uniti nel 1995 ed è composta da 19 episodi.
| Nº st. | Nº tot. | Titolo                                 | Titolo originale                   | Prima TV Stati Uniti |
| ------ | ------- | -------------------------------------- | ---------------------------------- | -------------------- |
| 1      | 14      | Squali giurassici                      | Jurassic Shark                     | 5 gennaio 1995       |
| 2      | 15      | Squali cavalieri                       | Sir Shark-a-Lot                    | 12 gennaio 1995      |
| 3      | 16      | Squali nel futuro                      | Shark to the Future                | 19 gennaio 1995      |
| 4      | 17      | Gli squali e il presidente             | First Shark                        | 26 gennaio 1995      |
| 5      | 18      | Squali ribelli                         | Rebel Sharks                       | 5 febbraio 1995      |
| 6      | 19      | Squali nello spazio                    | Space Sharks                       | 12 febbraio 1995     |
| 7      | 20      | Uno squalo tra noi                     | A Shark Among Us                   | 19 febbraio 1995     |
| 8      | 21      | Squali o umani? Questo è il dilemma    | To Shark or Not to Shark           | 26 febbraio 1995     |
| 9      | 22      | Eco-squali                             | Eco Shark                          | 5 marzo 1995         |
| 10     | 23      | Un incontro ravvicinato con gli squali | Close Encounters of the Shark Kind | 12 marzo 1995        |
| 11     | 24      | Squali satellite                       | Satellite Sharks                   | 19 marzo 1995        |
| 12     | 25      | Squali sotterranei                     | Cave Sharks                        | 8 aprile 1995        |
| 13     | 26      | Guerre tra squali                      | Shark Wars                         | 15 aprile 1995       |
| 14     | 27      | Gli squali e il padrino                | Shark Father                       | 22 aprile 1995       |
| 15     | 28      | Caccia allo squalo                     | Shark Hunt                         | 1º maggio 1995       |
| 16     | 29      | Squali d'azzardo                       | Card Sharks                        | 8 maggio 1995        |
| 17     | 30      | Gli squali del presidente              | Shark Jacked                       | 15 maggio 1995       |
| 18     | 31      | Turbo squali                           | Turbo Sharks                       | 22 maggio 1995       |
| 19     | 32      | 20.000 squali sotto il mare            | 20,000 Sharks Under the Sea        | 29 maggio 1995       |

## Squali giurassici
- Titolo originale: Jurassic Shark
- Prima TV Stati Uniti: 5 gennaio 1995

I Deviacquatici, i mostri di Paradigm, a cui si è aggiunto il gambero Louie, consegnano allo scienziato un campione di antimateria, grazie al quale riesce a completare la realizzazione di una macchina del tempo. Con essa spedisce Streex al tempo dei dinosauri e Jab in un periodo nel quale incontra alcuni atlantidei. Grazie all'aiuto di questi ultimi, Jab riesce a viaggiare nel tempo così da aiutare suo fratello e tornare insieme nel presente.

## Squali cavalieri
- Titolo originale: Sir Shark-a-Lot
- Prima TV Stati Uniti: 12 gennaio 1995

Paradigm decide di mandare Killermaro nel XVI secolo con la macchina del tempo perché uccida sir Thomas Bolton, un antenato degli Street Sharks, così che i suddetti non risultino essere mai nati. Rip e Slamm vanno perciò anche loro nel passato per impedire che ciò accada. A questo punto Paradigm decide di mandare ad uccidere l'antenato anche un nuovo mostro enorme, Tentakill. Rip e Slamm hanno inizialmente difficoltà contro il suddetto, ma riusciranno a neutralizzarlo dopo essere stati raggiunti da Streex e Jab. Per via dell'accaduto, Thomas Bolton decide di nominare cavalieri gli Street Sharks, che ritornano poi nel presente. Benz decide poi di prendere la macchina del tempo per evitare che Pirana la utilizzi di nuovo.

## Squali nel futuro
- Titolo originale: Shark to the Future
- Prima TV Stati Uniti: 19 gennaio 1995

Gli Street Sharks decidono di tornare nel passato con la macchina del tempo per impedire che loro padre venisse trasformato, ma per errore finiscono invece nel futuro. Qui incontrano Benzini, il bisnipote di Benz che, dopo averli riconosciuti, spiega loro che nel futuro il dottor Pirana, utilizzando un virus che trasforma le persone in Deviacquatici, ha finito col dominare gran parte del mondo. Dopo essere riusciti a tornare nel presente, gli squali si rendono conto che, se vogliono impedire che tale futuro si avveri, devono trovare in fretta loro padre, così che inventi un antidoto contro il virus.

## Gli squali e il presidente
- Titolo originale: First Shark
- Prima TV Stati Uniti: 26 gennaio 1995

Paradigm vuole fare il lavaggio del cervello al presidente degli Stati Uniti David Horne, dopo essere riuscito a farlo al vicepresidente, ma gli Street Sharks riescono a salvare Horne, che scopre così il lato malvagio dello scienziato. Gli squali hanno ora un alleato potente, che però non può rivelare alla sua nazione la verità, in quanto Paradigm è riuscito a convincere gli uomini della sicurezza che se il presidente dovesse cominciare a parlare male di lui sarebbe sicuramente colpa degli Street Sharks, in quanto sostiene che siano loro a essere in grado di fare il lavaggio del cervello.

## Squali ribelli
- Titolo originale: Rebel Sharks
- Prima TV Stati Uniti: 5 febbraio 1995

Gli Street Sharks ricevono una lettera da un bambino di nome Ilya, proveniente dalla città di Cernozem, che chiede il loro aiuto. Gli squali lo raggiungono, scoprendo che la città è costretta a vivere sotto la dittatura del tiranno Ekra Cernozem, che è riuscito a ipnotizzare tutti gli abitanti, tranne Ilya, e a farli lavorare sotto il suo comando. Gli Street Sharks fingono perciò di essere stati ipnotizzati e così, una volta raggiunto il luogo nel quale vengono tenuti gli abitanti, riescono a farli evadere. Gli squali danno così il via a una rivolta, che terminerà col ritorno della libertà a Cernozem.

## Squali nello spazio
- Titolo originale: Space Sharks
- Prima TV Stati Uniti: 12 febbraio 1995

Paradigm parte per una missione spaziale durante la quale, segretamente, ha intenzione di lanciare sulla Terra il DNA di un piccolo alieno ritrovato nello spazio mescolato al DNA di una manta, così da trasformare gli abitanti del pianeta. Grazie al presidente Horne gli Street Sharks partono per lo spazio per fermare Pirana, dovendo anche affrontare l'alieno, che nel frattempo si è ingrandito. Alla fine riusciranno a sventare la minaccia, venendo aiutati dallo scienziato Morton che, per fermare Pirana, decide di iniettarsi una sostanza che lo trasforma in un uomo-manta, che Streex soprannomina Mantaman.

## Uno squalo tra noi
- Titolo originale: A Shark Among Us
- Prima TV Stati Uniti: 19 febbraio 1995

Molti ragazzi, tra cui Malik, il fratello di Lena, cominciano ad assumere delle Superbombe, ovvero delle pastiglie che li rendono fisicamente più forti. Lena le analizza, e scopre che, assumendole, si rischia di avere un infarto, il che le rende particolarmente pericolose. Rip comincia a indagare sulle pastiglie fingendo di volerle assumere, riuscendo a entrare in contatto con Jackal, il produttore delle Superbombe, che è in realtà un criminale che accoglie Rip tra i suoi scagnozzi. Jackal ha intenzione di far rapinare una banca, ma gli Street Sharks riescono a impedirglielo, facendolo arrestare.

## Squali o umani? Questo è il dilemma
- Titolo originale: To Shark or Not to Shark
- Prima TV Stati Uniti: 26 febbraio 1995

Pirana riesce, con l'inganno, a far sì che Streex gli rubi delle fiale contenenti una formula che permette a lui e ai suoi fratelli di tornare umani, anche se l'effetto di ciascuna fiala dura solo otto ore. Il piano dello scienziato è di indebolirli per poter rubare facilmente un'automobile molto costosa, l'Iperauto Francese, e poterla modificare così da far sì che possa emettere del gas mutagenico, così da trasformare gli abitanti della città. Il piano di Pirana sembra funzionare, ma i fratelli Bolton, non avendo preso ulteriori fiale dopo le otto ore, tornano ad essere degli squali, e così riescono a sconfiggere il loro nemico. Per via dell'accaduto, i fratelli capiscono che per loro è meglio rimanere squali, piuttosto che tornare umani.

## Eco-squali
- Titolo originale: Eco Shark
- Prima TV Stati Uniti: 5 marzo 1995

Gli Street Sharks e Moby Lick si rendono conto che la riserva naturale del magnate Malcolm Medusa III, che all'apparenza sembra in ottimo stato, è in realtà molto inquinata e gli animali al suo interno sono in pessime condizioni. Tuttavia gli squali e il loro amico riescono a smascherare Medusa rivelando a tutti la verità proprio quando quest'ultimo stava per essere premiato come ambientalista dell'anno.

## Un incontro ravvicinato con gli squali
- Titolo originale: Close Encounters of the Shark Kind
- Prima TV Stati Uniti: 12 marzo 1995

Il presidente Horne chiede aiuto agli squali perché fermino una meteora che sta cadendo su Santa Fe. Loro riescono a soddisfare la richiesta, ma dalla meteora fuoriesce Mantaman, che teme tuttavia che anche l'alieno della stazione spaziale possa essere arrivato sulla Terra. Il sospetto si rivela essere esatto, e l'extra terrestre, nutrendosi di elettricità, attacca una diga, togliendo la corrente a numerose città, che si ritrovano senza luce. Tuttavia gli Street Sharks, sottoponendolo a una forte scarica elettrica, riescono a sconfiggerlo.

## Squali satellite
- Titolo originale: Satellite Sharks
- Prima TV Stati Uniti: 19 marzo 1995

Al circo Stromboli gli Street Sharks conoscono Mangiaspade, un circense che si esibisce assieme al pesce spada Spike. Pirana riesce a far catturare il pesce spada e a manipolargli la mente, così che segua i suoi ordini. Gli squali, Benz e Mangiaspade raggiungono lo scienziato per prendere Spike, ma il pesce spada e Mangiaspade vengono colpiti da un raggio di Pirana, fondendosi così in un unico essere in parte uomo e in parte pesce spada. Paradigm riesce poi a prendere il controllo di un satellite artificiale grazie al quale ha intenzione di sottoporre gli abitanti della Terra al lavaggio del cervello, ma viene fermato dagli Street Sharks, aiutati da Mangiaspade.

## Squali sotterranei
- Titolo originale: Cave Sharks
- Prima TV Stati Uniti: 8 aprile 1995

Paradigm annuncia che utilizzerà degli animali da lui creati, le scorpiovolpi, che vivono in mezzo ai rifiuti, per poter smaltire i rifiuti tossici di Fission City. Intanto gli Street Sharks vengono contattati da Paxel, un essere che appartiene a un gruppo di mostri chiamati gecos che vivono nel sottosuolo e che in passato sono stati incontrati dal dottor Bolton. Paxel chiede il loro aiuto in quanto nella grotta sotterranea nel quale vivono è filtrati del materiale tossico. Gli squali si rendono conto che ciò è dovuto al Dottor Pirana, che ha cominciato a smaltire rifiuti tossici usando le scorpiovolpi come copertura. Gli Street Sharks raggiungono i gecos, venendo però attaccati dalle scorpiovolpi ma, aumentando il suono di un fischietto che serve ad allontanarle temporaneamente, riescono a scacciarle.

## Guerre tra squali
- Titolo originale: Shark Wars
- Prima TV Stati Uniti: 15 aprile 1995

Paradigm riceve la visita del sé stesso del futuro, che ha deciso di anticipare la data in cui rilasciare il virus che lo porterà alla conquista del mondo. Il Pirana del futuro fa quindi attaccare Fission City da alcuni squali robot, che cominciano una vera e propria battaglia contro gli Street Sharks, Mantaman e Mangiaspade, durante la quale Jab viene rapito. Pirana riesce a utilizzare su di lui il virus, facendo sì che esegua i suoi ordini e mettendolo contro i suoi fratelli. Jab tuttavia riesce poi a tornare in sé, e così gli squali riescono a sconfiggere il Dottor Pirana del futuro.

## Gli squali e il padrino
- Titolo originale: Shark Father
- Prima TV Stati Uniti: 22 aprile 1995

Maximillian Greco, un anziano che in passato è stato un noto criminale conosciuto come "il padrino", scopre il lato malvagio di Paradigm e minaccia di svelare pubblicamente la verità sul suo conto a meno che lo scienziato non lo potenzi. Greco si fa sottoporre perciò a un trattamento che gli dona la forza di un rinoceronte e la longevità di una tartaruga assieme ai suoi due cani Zeus e Apollo, per poi attaccare gli Street Sharks. Così, Greco rapisce Jab e Slamm, che riescono però a liberarsi. Il criminale decide quindi di farsi potenziare ulteriormente ma, ad un certo punto, finisce per colpire una nave, morendo apparentemente. In realtà però il padrino è riuscito a sopravvivere, ed è deciso a vendicarsi degli squali.

## Caccia allo squalo
- Titolo originale: Shark Hunt
- Prima TV Stati Uniti: 1º maggio 1995

Il presidente Horne manda gli squali a indagare sulla misteriosa scomparsa di numerosi puma, e i suddetti scoprono che sono stati catturati da Malcolm Medusa III assieme ad altri animali, tra cui anche Moby Lick, e che sono stati immobilizzati tramite un raggio pietrificante. Medusa è deciso a catturare anche gli Street Sharks, dando il via a una "caccia allo squalo", ma i quattro fratelli riescono a liberare gli animali e a far arrestare Medusa.

## Squali d'azzardo
- Titolo originale: Card Sharks
- Prima TV Stati Uniti: 8 maggio 1995

Maximillian Greco ha aperto un casinò, il Golden Greco, che porta molti guadagni, e ha fatto sì che proprio in quel luogo venisse girato un film, rendendo famosa Fission City, venendo perciò visto di buon occhio dagli abitanti. Paradigm, per vendicarsi di Greco, manda Louie e Repteel a rapinare il casinò, ma i due vengono scoperti dal padrino, che tuttavia dice loro di non badare all'accaduto a patto che derubino per lui altri casinò. Questo fa andare su tutte le furie Paradigm, che si scontra con Greco, facendo cadere in pezzi il Golden Greco.

## Gli squali del presidente
- Titolo originale: Shark Jacked
- Prima TV Stati Uniti: 15 maggio 1995

Paradigm fa rapire Ryan, il fratello di Mantaman, e dice a quest'ultimo che lo libererà solo a patto che lui dirotti gli aerei dei capi di stato della Litunia e della Cocinia, che devono incontrarsi col presidente Horne. Il piano del Dottor Pirana è di usare l'uranio presente nelle miniere tra i due paesi per lanciare nello spazio il satellite Genesis, che gli permetterà di mutare geneticamente l'intera popolazione mondiale. Mantaman dirotta effettivamente gli aerei, salvando però i capi di stato e poi, grazie all'aiuto degli squali, riesce a fermare Pirana e a rendere pubblici i suoi piani malvagi. Così facendo, il presidente Horne può finalmente far arrestare lo scienziato, che finisce in prigione. Paradigm tuttavia è intenzionato a evadere.

## Turbo squali
- Titolo originale: Turbo Sharks
- Prima TV Stati Uniti: 22 maggio 1995

Pirana crea una bomba genetica e i suoi scagnozzi la mettono all’interno di un'auto che Jab utilizza per gareggiare in una competizione automobilistica. Ingenuamente, durante la gara, Pirana informa gli Street Sharks di ciò, dicendo che se l'auto dovesse andare a meno di cento chilometri orari, la bomba esploderebbe. Gli squali, sapendo ciò, fatto esplodere l'auto in una zona deserta, così che non rechi danni. Intanto Paradigm si trova però a una conferenza, alla quale ha portato una scultura di ghiaccio che, sciogliendosi, finirebbe per far esplodere una bomba genetica al suo interno, ma anche stavolta gli squali riescono a farla esplodere dove non possa recare danni.

## 20.000 squali sotto il mare
- Titolo originale: 20,000 Sharks Under the Sea
- Prima TV Stati Uniti: 29 maggio 1995

Un enorme mostro marino a quattro teste attacca alcune navi, e perciò il presidente Horne chiede aiuto agli squali. Questi, aiutati da Mangiaspade, scoprono che in realtà la creatura soffre di solitudine perché non trova suoi simili, e così, d'accordo col presidente, Benz trasmette attraverso l'oceano una registrazione del verso del mostro, riuscendo a trovarne un altro simile.